# لوبوکاویر
لوبوکاویر (انگلیسی: Lobucavir) (که پیش‌تر با نام BMS-180194، Cyclobut-G شناخته می‌شد) یک داروی ضد ویروسی است که فعالیت گسترده‌ای را در برابر ویروس‌های هرپس، هپاتیت ب و سایر ویروس‌های هپادنا، ایدز و سیتومگالوویروس نشان می‌دهد. در آغاز نتایج مثبتی را در آزمایش‌های بالینی انسانی علیه هپاتیت ب با حداقل عوارض جانبی نشان داد، اما پس از کشف افزایش خطر ابتلا به سرطان مرتبط با استفاده طولانی‌مدت در موش، از توسعه بیشتر آن متوقف شد. اگرچه این خطر سرطان‌زا در سایر داروهای ضد ویروسی مانند زیدوودین و گان‌سیکلوویر وجود دارد که برای استفاده بالینی تأیید شده‌اند، توسعه توسط بریستول-مایرز اسکوئیب، سازنده آن متوقف شد.

## کاربرد پزشکی
تاکنون اثبات شده‌است که لوبوکاویر فعالیت ضد ویروسی در برابر هرپس‌ویروسان، هپاتیت ب، ایدز و سیتومگالوویروس انسانی از خود نشان می‌دهد. این آزمایشات به فاز III بالینی برای هپاتیت ب و ویروس هرپس، فاز II آزمایشات بالینی برای سیتومگالوویروس رسید، و پیش از قطع، تحت یک مطالعه آزمایشی برای استفاده در درمان ایدز قرار گرفت.

## اثرات نامطلوب
در آزمایشات بالینی اولیه، لوبوکاویر نسبتاً خوب در افراد قابل تحمل بود و به دلیل عوارض جانبی در معرض توقف تولید نبود. عوارض شایع گزارش شده شامل سردرد، خستگی، اسهال، درد شکم و علائم مشابه آنفلوانزا که با سایر آنالوگ‌های نوکلئوزیدی مشترک است. با این حال، مطالعات دیگر، سرطان‌زایی ناشی از لوبوکاویر را در ارتباط با استفاده طولانی‌مدت در موش‌ها شناسایی کردند که منجر به توقف در آزمایش‌های بالینی در سال ۱۹۹۹ شد.

## مکانیسم عمل
لوبوکاویر یک آنالوگ گوانین است که با دی‌ان‌ای پلیمراز ویروسی تداخل دارد. پیش از اینکه بتواند فعالیت ضد ویروسی خود را نشان دهد باید از راه آنزیم‌های درون سلولی به شکل تری فسفات خود در سلول‌های آلوده فسفریله شود. در مطالعات هپاتیت ب، لوبوکاویر با عمل به عنوان یک پایان‌دهنده زنجیره غیراجباری پلیمراز ویروسی، سنتز پرایمر ویروسی، رونویسی معکوس و پلیمریزاسیون DNA وابسته به DNA را مهار می‌کند. بر خلاف پایان‌دهنده‌های زنجیره‌ای سنتی که فاقد گروه 3'-OH برای جلوگیری از تکثیر بیشتر DNA هستند، تصور می‌شود که لوبوکاویر باعث ایجاد یک تغییر ساختاری می‌شود که فعالیت بهینه پلیمراز دو تا سه نوکلئوتید را در پایین‌دست ادغام آن مسدود می‌کند. مکانیسم اثر آن در استفاده در برابر سیتومگالوویروس انسانی مشابه است.

## فارماکوکینتیک
فراهمی زیستی لوبوکاویر ۳۰ تا ۴۰ درصد دوز اولیه خوراکی و نیمه عمر آن تقریباً ۱۰ ساعت است، همان‌طور که توسط آزمایش‌های پیش بالینی نشان داده شده‌است.